# Боссваль-е-Бріанкур
Боссва́ль-е-Бріанку́р (фр. Bosseval-et-Briancourt) — колишній муніципалітет у Франції, у регіоні Гранд-Ест, департамент Арденни. Населення — 412 осіб (2011).
Муніципалітет був розташований на відстані близько 210 км на північний схід від Парижа, 100 км на північний схід від Шалон-ан-Шампань, 12 км на схід від Шарлевіль-Мезьєра.

## Історія
До 2015 року муніципалітет перебував у складі регіону Шампань-Арденни. Від 1 січня 2016 року належав до нового об'єднаного регіону Гранд-Ест.
1 січня 2017 року Боссваль-е-Бріанкур було приєднано до муніципалітету Вринь-о-Буа.

## Демографія
Динаміка населення (INSEE ):
Розподіл населення за віком та статтю (2006):
| Стать | Всього | До 15 років | 15-24 | 25-44 | 45-64 | 65-85 | Понад 85 |
| --- | ------ | ----------- | ----- | ----- | ----- | ----- | -------- |
| Чоловіки | 232    | 56          | 20    | 76    | 64    | 16    | 0        |
| Жінки | 208    | 48          | 20    | 64    | 44    | 32    | 0        |
| \| Статево-вікова піраміда \| Статево-вікова піраміда \| Статево-вікова піраміда \| \| ----------------------- \| ----------------------- \| ----------------------- \| \| Чоловіки \| Вік \| Жінки \| \| 0 \| 85 + \| 0 \| \| 0 \| 80-84 \| 4 \| \| 0 \| 75-79 \| 8 \| \| 8 \| 70-74 \| 12 \| \| 8 \| 65-69 \| 8 \| \| 12 \| 60-64 \| 8 \| \| 4 \| 55-59 \| 8 \| \| 16 \| 50-54 \| 12 \| \| 32 \| 45-49 \| 16 \| \| 28 \| 40-44 \| 24 \| \| 28 \| 35-39 \| 24 \| \| 8 \| 30-34 \| 16 \| \| 12 \| 25-29 \| 0 \| \| 8 \| 20-24 \| 8 \| \| 12 \| 15-20 \| 12 \| \| 20 \| 10-14 \| 12 \| \| 28 \| 5-9 \| 8 \| \| 8 \| 0-4 \| 28 \| |        |             |       |       |       |       |          |
| Статево-вікова піраміда |        |             |       |       |       |       |          |
| Чоловіки | Вік    | Жінки       |       |       |       |       |          |
| 0 | 85 +   | 0           |       |       |       |       |          |
| 0 | 80-84  | 4           |       |       |       |       |          |
| 0 | 75-79  | 8           |       |       |       |       |          |
| 8 | 70-74  | 12          |       |       |       |       |          |
| 8 | 65-69  | 8           |       |       |       |       |          |
| 12 | 60-64  | 8           |       |       |       |       |          |
| 4 | 55-59  | 8           |       |       |       |       |          |
| 16 | 50-54  | 12          |       |       |       |       |          |
| 32 | 45-49  | 16          |       |       |       |       |          |
| 28 | 40-44  | 24          |       |       |       |       |          |
| 28 | 35-39  | 24          |       |       |       |       |          |
| 8 | 30-34  | 16          |       |       |       |       |          |
| 12 | 25-29  | 0           |       |       |       |       |          |
| 8 | 20-24  | 8           |       |       |       |       |          |
| 12 | 15-20  | 12          |       |       |       |       |          |
| 20 | 10-14  | 12          |       |       |       |       |          |
| 28 | 5-9    | 8           |       |       |       |       |          |
| 8 | 0-4    | 28          |       |       |       |       |          |

## Економіка
2010 року серед 281 особи працездатного віку (15—64 років) 198 були активними, 83 — неактивними (показник активності 70,5%, у 1999 році було 65,4%). З 198 активних мешканців працювала 181 особа (104 чоловіки та 77 жінок), безробітними було 17 (12 чоловіків та 5 жінок). Серед 83 неактивних 22 особи були учнями чи студентами, 22 — пенсіонерами, 39 були неактивними з інших причин.

У 2010 році у муніципалітеті числилось 152 оподатковані домогосподарства, у яких проживали 408,5 особи, медіана доходів виносила 18 678 євро на одного особоспоживача.